# اتاق ناامیدی‌ها
اتاق ناامیدی‌ها (انگلیسی: The Disappointments Room) یک فیلم آمریکایی در سبک ترسناک روان‌شناختی به کارگردانی و نویسندگی دی جی کاروسو، بر اساس فیلم‌نامه‌ای از ونتورت میلر است که در سال ۲۰۱۶ منتشر شد. از بازیگران آن می‌توان به کیت بکینسیل، جرالد مک‌رینی و لوکاس تیل اشاره کرد. داستان آن، درباره زوج جوانی است که پس از نقل‌مکان به عمارتی روستایی در حومه کارولینای شمالی، متوجه وجود یک اتاق مخفی و تاریخچه تاریک آن می‌شوند. فیلم الهام گرفته از یکی از قسمت‌های قطعه شبکه اچ‌جی‌تی‌وی به نام "اگر دیوارها می‌توانستند صحبت کنند" است.
تولید فیلم از ۸ سپتامبر ۲۰۱۴ در گرینزبورو، کارولینای شمالی آغاز شد. از ساختمان‌های مشابه برای فیلم‌برداری نمای بیرونی ساختمان‌ها استفاده می‌شد، اما برای فیلم‌برداری نمای داخلی از ساختمان‌هایی در خیابان چهارم در نزدیکی وینستون-سیلم استفاده شد. عمارت بلکر در فیلم، در واقع ملک آدامزلی است که در خارج از گرینزبورو واقع شده‌است و توسط لوتر لشمیت به سبک تودور در سال ۱۹۳۰، طراحی شده‌است.
فیلم‌برداری در سال ۲۰۱۴ به اتمام رسید. در طول پروسه طولانی مدت مرحله پس‌تولید، تعدادی از سکانس‌ها حذف و داستان دچار تغییراتی شد. سرانجام، فیلم در ۹ سپتامبر ۲۰۱۶ توسط روگ پیکچرز اکران شد. اتاق ناامیدی‌ها در ابتدا برای ۲۵ مارس ۲۰۱۶ برنامه‌ریزی شده‌بود.

## داستان
دانا (کیت بکینسیل) به همراه همسرش، دیوید (مل رادیو)، و پسر ۵ ساله‌اش، لوکاس (دانکن جوینر)، از بروکلین به املاک بلکر در مناطق روستایی کارولینای شمالی نقل‌مکان می‌کنند. املاک بلکر از زمان فوت صاحبان آن در قرن ۱۹، خالی از سکنه بوده‌است. به محض ورود آن‌ها، دانا شروع به دیدن کابوس‌های ترسناک می‌کند و متوجه اتاقی در خانه می‌شود که در نقشه وجود ندارد. او پس از پیدا کردن کلید وارد اتاق می‌شود و تصاویری از شکنجه یک دختر توسط پدرش می‌بیند و دچار حمله عصبی می‌شود.‌ بعدا مشخص می‌شود دانا و دیوید فرزند دیگری به نام کاترین داشتند که یک سال پیش در اثر اشتباه دانا درگذشت. دانا شروع به تحقیق درمورد تاریخچه خانه می‌کند و متوجه می‌شود که تاریخ فوت لورا بلکر (الا جونز)، دختر ارنست بلکر (جرالد مک‌رینی) که صاحب پیشین خانه بود، یکی است. جودیت (مارسیا دروسس)، مورخ محلی، به دانا می‌گوید که خانواده بلکر یک اتاق مخفی در زیرشیروانی به نام اتاق ناامیدی داشتند که در آن خانواده‌های ثروتمند کودکان ناقص یا ناتوانشان را شکنجه می‌کردند. همان‌گونه که او زمان بیشتری را صرف تحقیق درباره تاریخچه خانه می‌کند، وضعیت روحی‌اش آشفته‌تر می‌شود. یک شب دانا، یک کارگر محلی به نام بن فلیپیس (لوکاس تیل) استخدام می‌کند تا قبری را که در حیاط خلوت است، بکند. روح ارنست بلکر ظاهر می‌شود و بن را می‌کشد و سعی در کشتن دانا و خانواده او دارد.